# Particella Oh-My-God
La particella Oh-My-God è stata un raggio cosmico ad altissima energia rilevato la sera del 15 ottobre 1991 sopra il Dugway Proving Ground, una zona utilizzata dall'esercito statunitense per il test di armi chimiche e biologiche nello Utah, dal rilevatore di raggi cosmici dell'Università dello Utah, chiamato High Resolution Fly's Eye. Il suo nome deriva dallo stupore che essa causò nella comunità astrofisica, poiché la sua energia fu valutata essere approssimativamente 3×1020 eV, ossia 3×108 TeV, il che fa di essa la particella avente la più alta energia mai rilevata fino a quel momento. Un tale valore di energia è circa venti milioni di volte più elevato del valore di energia più alto mai misurato per una radiazione elettromagnetica emessa da una sorgente extragalattica, ossia quello proveniente dal blazar Markarian 501 e misurato nel 1997, e circa 1020 volte più elevato di quello di un comune fotone della luce visibile. 
La particella aveva un'energia cinetica di 48 J, equivalente a quella di una comune palla da baseball del peso di 142 grammi che viaggi a 94 km/h; una tale energia cinetica, per una particella come quella rilevata, significa che essa stava viaggiando a una velocità pari al 99,99999999999999999999951% di quella della luce nel vuoto. In conseguenza di questo, il suo fattore di Lorentz era di 3,2×1011. Un tale valore era così vicino a quello della velocità della luce che, se un fotone avesse viaggiato assieme alla particella, esso, visto dal sistema di riferimento terrestre, avrebbe impiegato oltre 215.000 anni per guadagnare un solo centimetro su di essa. Una tale energia è anche quaranta milioni di volte più alta di quella dei protoni a più alta energia mai prodotti in qualunque acceleratore di particelle terrestre. Tuttavia, solo una piccola parte di questa energia sarebbe disponibile per un'interazione con un protone o un neutrone sulla Terra, poiché la maggior parte di essa rimarrebbe in forma di energia cinetica dei prodotti dell'interazione. L'energia effettivamente disponibile per una simile collisione è data da {\displaystyle {\sqrt {2Emc^{2}}}}, dove E è l'energia della particella e mc2 è la massa-energia a riposo del protone. Nel caso della particella Oh-My-God, tale espressione dà un risultato di 7,5×1014 eV, pari a circa 60 volte l'energia delle collisioni che si ottengono con il Large Hadron Collider.
Nonostante l'energia della particella fosse, come detto, più alta di ogni altra mai raggiunta negli acceleratori terrestri, essa era comunque circa quaranta milioni di volte inferiore rispetto all'energia di Planck, energia che sarebbe necessario che una particella avesse per poter consentire ai ricercatori di poter esplorare la scala di Planck.

## Origine
Dall'osservazione della particella Oh-My-God, ci sono stati per lo meno altri 72 rilevamenti di particelle simili, ossia con energia maggiore di 5,7×1019 eV, confermando l'esistenza di un ancora sconosciuto fenomeno generatore di tali particelle. Considerando che l'energia della maggior parte delle particelle dei raggi cosmici è compresa tra 10 MeV e 10 GeV, i rilevamenti di particelle di energia così elevata sono estremamente rari. Recenti studi portati avanti utilizzando il Telescope Array hanno suggerito che la sorgente di tali particelle dovrebbe essere in una zona avente un raggio di venti gradi nella direzione dell'Orsa Maggiore.
Circa la causa dell'elevatissima energia della particella Oh-My-God e delle sue simili sono state proposte diverse teorie, di cui mai nessuna dimostrata, che includono gli enormi buchi neri presenti nel centro delle galassie, le onde d'urto generate dalle collisioni galattiche e le magnetar, tutti svolgenti un'azione accelerante sulla particella.

Un'altra teoria propone invece che la particella non sia stata accelerata ma emessa già con un'energia così elevata. Il possibile meccanismo di emissione sarebbe, ad esempio, il collasso di un difetto topologico come una stringa cosmica o il decadimento di una particella fisica supermassiccia attualmente solo ipotizzata e chiamata wimpzilla.